# Chrysocraspeda heringi
Chrysocraspeda heringi là một loài bướm đêm trong họ Geometridae.